# Гаївка (Тишківська сільська громада)
Гаївка — село в Україні, у Тишківській сільській громаді Новоукраїнського району Кіровоградської області. Населення становить 725 осіб. Колишній центр  Гаївської сільської ради.

## Історичні відомості
05.02.1965 Указом Президії Верховної Ради Української РСР передано Гаївську сільраду Новоархангельського району до складу Добровеличківського району.

## Населення
Згідно з переписом УРСР 1989 року чисельність наявного населення села становила 793 особи, з яких 349 чоловіків та 444 жінки.
За переписом населення України 2001 року в селі мешкало 735 осіб.

### Мова
Розподіл населення за рідною мовою за даними перепису 2001 року:
| Мова       | Відсоток |
| ---------- | -------- |
| українська | 96,00 %  |
| молдовська | 1,66 %   |
| російська  | 1,52 %   |
| вірменська | 0,28 %   |
| білоруська | 0,14 %   |
| німецька   | 0,14 %   |
| інші       | 0,26 %   |